# برج ساعت ۳
برج ساعت ۳ یک بازی ویدئویی در سبک ترس و بقا است. بازی به‌طور مشترک توسط کپ‌کام و سان‌سافت برای کنسول پلی‌استیشن ۲ تهیه و در سال ۲۰۰۲ منتشر شد. این بازی چهارمین عنوان از مجموعه برج ساعت است و اولین و تنها بازی ویدئویی که توسط کارگردان ژاپنی کینجی فوکاساکو کارگردانی شده‌است. داستان و شخصیت‌های این بازی ارتباط بسیار کمی با نسخه‌های قبلی مجموعه برج ساعت دارند. داستان بازی دربارهٔ دختری ۱۴ ساله به نام آلیسا همیلتون است. اصل و نسب او به زنان جنگجویی برمی‌گردد که در زمان سفر می‌کردند و با موجوداتی شیطانی به مبارزه می‌پرداختند. آلیسا از زمان خودش در لندن سال ۲۰۰۳، به دهه‌های ۴۰ و ۶۰ میلادی سفر می‌کند، تا این «موجودات» را شکست دهد و ارواح قربانی‌ها را به آرامش برساند.
برج ساعت ۳ برخلاف بازی‌های پیشین که در آن‌ها از اشاره و کلیک در روند بازی استفاده می‌شد، اولین بازی از این مجموعه است که کنترل مستقیم بر قهرمان داستان را در خود جای داده‌است. به آلیسا در اکثر قسمت‌های بازی هیچ سلاحی داده نمی‌شود و او باید از دشمنان خود فرار کند و پنهان شود. این دشمنان که با عنوان «زیردستان» شناخته می‌شوند، در پایان هر مرحله با او مبارزه می‌کنند و در طی آن آلیسا به یک کمان بلند مسلح می‌شود. این بازی بازتاب‌های متفاوتی را دریافت کرد و یک شکست تجاری بود که به میزان قابل توجهی کمتر از حد انتظار فروش داشت. نمایش، نگارش و گرافیک با استقبال مثبتی روبرو شد و بسیاری از منتقدان میان‌پرده‌ها و کارگردانی فوکاساکو را تحسین کردند. با این حال، گیم‌پلی بازی به دلیل مکانیزم‌های تکراری آن مورد انتقاد قرار گرفت و خود بازی بسیار کوتاه بود.

## روند بازی
برج ساعت ۳ یک بازی در سبک ترس و بقا است که از سیستم زاویه دید سوم شخص ثابت بهره می‌برد. در این بازی، بازیکن کنترل یک دختر مدرسه‌ای ۱۴ ساله به نام آلیسا همیلتون را بر عهده دارد. برج ساعت ۳ برخلاف گیم‌پلی اشاره و کلیک که در بازی‌های قبلی استفاده می‌شد، اولین بازی از این مجموعه است که در آن، بازیکن کنترل مستقیم بر قهرمان داستان را در دست دارد. بازیکن برای پیشرفت در بازی، باید آیتم‌هایی را برای باز کردن مناطق جدید، حل معماها و فرار و مخفی شدن از دست دشمنان (زیردستان) پیدا کند. بازیکن در طول هر مرحله با ارواح افراد بی‌گناهی که توسط زیردستان کشته شده‌اند، مواجه می‌شود. این ارواح در صورت نزدیک شدن به آلیسا به او حمله خواهند کرد. برای آرام کردن آن‌ها، باید آیتم مخصوصی برای هر کدام پیدا کرد و از طریق آن این ارواح را به آرامش رساند.: ۱۶ 

به آلیسا در بیشتر داستان بازی هیچ سلاحی داده نمی‌شود، به جز مقداری کمی آب مقدس، که می‌توان از آن برای بیهوش کردن موقت زیردستان استفاده کرد.: ۱۰  در هر مرحله، زیردستان می‌توانند در هر مکانی پس از یک دوره زمانی مشخص ظاهر شوند، اما به صورت تصادفی یا اگر آلیسا صدایی ایجاد کند نیز پدیدار می‌شوند. آن‌ها همچنین در مکان‌های خاصی ظاهر می‌شوند.: ۱۴  وقتی یکی از آن‌ها ظاهر می‌شود، بلافاصله شروع به تعقیب آلیسا می‌کند و سعی می‌کند او را بکشد. گیمر یا باید از آن‌ها پنهان شود یا فرار کند. برخلاف پنهان شدن، فرار فقط در مکان‌های خاصی قابل انجام است و هر نقطه فرار فقط یک بار قابل استفاده است.: ۱۵  در هر مرحله، چندین مکان مخفی وجود دارد که از هر کدام می‌توان بارها برای پنهان شدن استفاده کرد. هرچند، در حالت وحشت یا اگر زیردستان ببینند که آلیسا وارد آن‌ها می‌شود، این مکان‌ها به کار نخواهند آمد.: ۱۵ 

آلیسا هنگام فرار در «حالت وحشت» تلو تلو می‌خورد.

آلیسا در طول داستان بازی، یک «نوارسنج وحشت» روی صفحه نمایش دارد. اگر او توسط یکی از زیردستان بترسد، توسط یک روح مورد حمله قرار گیرد یا به سادگی از محیط اطراف خود بترسد، این نوار شروع به افزایش می‌کند؛ اگر پر شود، آلیسا وارد «حالت وحشت» می‌شود. در این حالت، صفحه شروع به چشمک زدن می‌کند، کنترل آلیسا دشوار می‌شود و شروع به تلو تلو خوردن می‌کند. او همچنین قادر به استفاده از آب مقدس نیست و نمی‌تواند وارد مکان‌های مخفی شود. پس از چند ثانیه، او برای چند لحظه سردش می‌شود و گوش‌هایش را می‌پوشاند. حالت وحشت فقط برای مدت معینی دوام دارد و با استفاده از «آب اسطوخودوس» می‌توان مدت آن را کاهش داد. با این حال، اگر او در حالت وحشت مورد حمله قرار بگیرد، فوراً می‌میرد.: ۱۱ 
در پایان هر مرحله، آلیسا باید با زیردستانی که او را تعقیب می‌کردند، مقابله کند. در این زمان، ظرف آب مقدس او به یک تیر و کمان بلند تبدیل می‌شود و به او این امکان را می‌دهد تا با آن‌ها به مقابله بپردازد. هر نبرد به یک منطقه محدود می‌شود و هم آلیسا و هم دشمن، نوارهای جان، روی صفحه دارند. در طول مبارزه، آلیسا باید در حین پرتاب تیر از حملات جاخالی بدهد. برای اینکه آسیب بیشتری به دشمن بزند، او باید پرتاب تیر قوی‌تری انجام دهد. با این حال، آلیسا در حین کشیدن بیشتر کمان، نمی‌تواند هدف‌گیری خود را تغییر دهد یا دوباره تنظیم کند. این امر این امکان را برای دشمنش فراهم می‌کند که از محدوده دید او خارج شود. یک پرتاب تیر حداکثری، دشمن را زمین گیر می‌کند. اگر چند پرتاب قوی صورت بگیرد، آلیسا می‌تواند یک «تیر قوی» بسیار آسیب زننده پرتاب کند و دشمنش را به شدت زخمی کند یا بکشد.: ۱۷–۱۹ 

## داستان
داستان برج ساعت ۳ در لندن سال ۲۰۰۳ روایت می‌شود. آلیسا همیلتون دختری ۱۴ ساله است که سه سال است در یک مدرسه شبانه‌روزی زندگی می‌کند.: ۶  مادرش پس از ناپدید شدن پدربزرگش (دیک)، او را به آنجا فرستاده‌است. بازی با دریافت نامه‌ای از مادرش به آلیسا آغاز می‌شود که به او می‌گوید تا پانزده سالگی مخفی شود. آلیسا که نگران شده، تصمیم می‌گیرد برخلاف میل مادرش به خانه بازگردد. وقتی او به پانسیونی که در آن زندگی می‌کنند می‌رسد، ابتدا مرد مرموزی را ملاقات می‌کند و پس از رفتن او هیچ نشانی از مادرش نمی‌یابد. آلیسا که مصمم است مادرش را پیدا کند، اتاق مادرش را بررسی می‌کند. ناگهان، قطعه‌ای اثر فردریک شوپن از منبع نامشخصی پخش می‌شود و آلیسا به زمان جنگ جهانی دوم در خیابان‌های لندن منتقل می‌شود.
او وارد یک خیاطی می‌شود. در آنجا شاهد قتل یک دختر نوجوان توسط مردی می‌شود که یک پتک به‌دست دارد. سپس، آلیسا اتفاقی که رخ داده را متوجه می‌شود: آن دختر، می نورتون، پیانیست ۱۲ ساله‌ای است که در شب کریسمس سال ۱۹۴۲ کشته شد. قاتل که یک سنگ‌تراش بوده، پس از دستگیری اعدام شده‌است. آلیسا متوجه می‌شود که باید با دادن ساعت جیبی پدر می به او، روح او را که در زمین سرگردان شده‌است آزاد کند. در مسیر خود برای انجام این کار، او با همان مرد پتک به‌دست قاتل روبرو می‌شود و او را نابود می‌کند. سپس ساعت را به روح می می‌دهد و او به آغوش پدرش بازمی‌گردد. در همان لحظه آلیسا بیهوش می‌شود و دوباره در پانسیون از خواب بیدار می‌شود. سپس با دوستش که پسری به نام دنیس اوون است، خانه را کاوش می‌کند و در مورد گذشته‌اش اطلاعات بیشتری به‌دست می‌آورد: دختران خاندان او دختران جوانی با قدرت‌های ماوراء طبیعی هستند که به آن‌ها «رودر» می‌گویند. رودرها دشمنان قسم خورده موجوداتی هستند که می‌توانند انسان‌های بی‌گناه را آلوده کنند و به قتل دیگران سوق دهند. در این زمان انسان‌ها به یکی از «زیردستان» آن‌ها تبدیل می‌شوند. قدرت رودرها در سن پانزده سالگی به اوج خود می‌رسد و پس از آن کاهش می‌یابد و در سن بیست سالگی به‌طور کامل ناپدید می‌شود.

آلیسا در حالت مبارزه با غول آخر در یکی از مرحله‌ها

آلیسا سپس به دهه ۱۹۶۰ سفر می‌کند و وارد خانه‌ای می‌شود. او در آنجا مردی به نام کورودر را می‌بیند که یک زن مسن نابینا و پسرش را در یک بشکه اسید به قتل می‌رساند. آلیسا کورودر را نابود می‌کند و شال گمشده ای را به آن‌ها برمی‌گرداند تا روحشان آزاد شود. او سپس به زمان حال بازمی‌گردد. در آنجا مرد مرموزی که قبلاً او را دیده بود، به خاطر کشتن دو نفر از زیردستانش به او تبریک می‌گوید. او که با نام «جنتلمن تاریک» شناخته می‌شود، آلیسا را به بالای یک برج ساعت می‌برد و در آنجا به او می‌گوید که وقتی پانزدهمین سالگرد تولد آلیسا فرا برسد، با او می‌تواند تا ابد جاودانه شود. او همچنین به آلیسا می‌گوید که مادرش مرده‌است. وقتی آلیسا نمی‌خواهد داستان او را باور کند، آلیسا را از بالای برج پرت می‌کند. آلیسا در یک فاضلاب به هوش می‌آید. او مجبور می‌شود با دشمنی دیگر به نام چاپر مقابله کند. آلیسا نمی‌تواند او را بکشد. او آلیسا را به یک قبرستان می‌فرستد. آلیسا سپس با «آیین پیوستن» آشنا می‌شود. اگر انسانی بخواهد به یکی از موجودات شیطانی تبدیل شود، باید قلب رودری را که با او نسبت خویشاوندی دارد، در پانزدهمین سالگرد تولدش درآورده و خون او را بنوشد. سپس آلیسا دوباره با چاپر مبارزه می‌کند و این‌بار او را نابود می‌کند.
دنیس از راه می‌رسد و همراه با آلیسا راهی بیمارستان متروکه‌ای می‌شوند. در آنجا دنیس، توسط دوقلوهایی از موجودات شیطانی ربوده می‌شود. آلیسا سپس به دروازه قلعه‌ای منتقل می‌شود. او مردی (دیک) را به‌طور نامشخص می‌بیند که وارد قلعه می‌شود. در قلعه، آلیسا متوجه می‌شود که آن مرد از آیین پیوستن اطلاع دارد. همچنین دیک درمی‌یابد که جد او و صاحب قلعه، لرد باروز نیز از این آیین مطلع بوده‌است. آلیسا سپس اتفاقی از گذشته آن مرد را می‌بیند. آلیسا این بار با دیدن چهره کامل او، متوجه می‌شود که آن مرد، پدربزرگش است. دیک از روح لرد باروز که بر روی یک تابلوی نقاشی نقش بسته، دعوت می‌کند که وارد بدن او شود تا آن‌ها با هم آیین پیوستن را اجرا کنند. روح باروز دیک را تسخیر می‌کند و تبدیل به جنتلمن تاریک می‌شود. دوقلوهای شیطانی که دنیس را ربوده بودند، آلیسا را ترغیب می‌کنند تا جان دوستش را نجات دهد. آلیسا برای نجات او با دوقلوها مبارزه می‌کند و همراه با دنیس آن‌ها را شکست می‌دهند. سپس جنتلمن تاریک به آلیسا می‌گوید که اگر می‌خواهد مادرش را نجات دهد، باید به بالای برج بیاید. در آنجا، آلیسا، مادرش را می‌بیند که به یک مجسمه سنگی تبدیل شده‌است. جنتلمن تاریک (پدربزرگش) به لرد باروز تبدیل می‌شود. او مجسمه مادر آلیسا را خرد می‌کند و آماده می‌شود تا مراسم را آغاز کند. پس از شکسته‌شدن مجسمه، یک حلقه ظاهر می‌شود. در همان لحظه، دنیس حواس باروز را پرت می‌کند، حلقه را به آلیسا می‌دهد و خودش از بالای برج سقوط می‌کند. آلیسا از قدرت حلقه مادرش استفاده می‌کند و باروز را شکست می‌دهد. پس از نابود کردن او، آلیسا روح مادرش را در آغوش می‌گیرد و برج فرو می‌ریزد. سپس آلیسا در یک چمن‌زار بیدار می‌شود و دنیس را می‌بیند. او را در آغوش می‌گیرد و در ذهنش زمزمه می‌کند: «مامان… ما موفق شدیم. ما موفق شدیم، مامان!»

## توسعه
پس از اینکه هیومن اینترتینمنت در سال ۲۰۰۰ از بین رفت، سان‌سافت تنها مالک معنوی عنوان برج ساعت شد. کپ‌کام در آوریل ۲۰۰۱، اعلام کرد که برج ساعت ۳ را با همکاری سان‌سافت برای پلی استیشن ۲ تولید خواهد کرد. کینجی فوکاساکو، کیتا آمه‌میا و نوبورو سوگیمورا به ترتیب به عنوان کارگردان میان پرده‌ها، مسئول طراحی شخصیت‌ها و مسئول نوشتن سناریو بازی به کار گرفته شدند. در زمان معرفی، بازی هنوز در مرحله انتخاب بازیگر بود. بیش از دویست بازیگر زن برای ضبط حرکت آلیسا تست داده بودند. علاوه بر بازیگران ضبط حرکات، دو گروه مجزا از صداپیشگان، برای نسخه‌های انگلیسی و ژاپنی استخدام شدند. بازیگر ژاپنی، می‌نامی که قبلاً با فوکاساکو در فیلم نبرد سلطنتی کار کرده بود، مدل طراحی آلیسا شد. این بازی برای اولین بار در ای۳ در مه ۲۰۰۲ نمایش داده شد و یک نسخه نمایشی غیرقابل بازی آن در غرفه کپ‌کام به نمایش درآمد.

## انتشار
برج ساعت ۳ در ۱۲ دسامبر ۲۰۰۲ در ژاپن منتشر شد. از نظر تجاری، این بازی یک شکست بود. کپ‌کام فروش حداقل ۴۵۰٬۰۰۰ نسخه را پیش‌بینی کرده بود، اما بازی به میزان قابل توجهی کمتر از این تعداد فروخت. تا پایان سال ۲۰۰۲، این بازی ۷۸۹۶۱ واحد فروخت و آن را به صد و پنجاه و یکمین بازی پرفروش در ژاپن در تمام سیستم عامل‌ها تبدیل کرد. این بازی در سال ۲۰۰۳، ۴۳٬۰۶۱ واحد دیگر فروخت و مجموع فروش آن به ۱۲۲٬۰۲۲ واحد رسید.

## بازتاب
| گردآورنده | امتیاز |
| --------- | ------ |
| متاکریتیک | ۶۹/۱۰۰ |

| ناشر                  | امتیاز |
| --------------------- | ------ |
| یوروگیمر              | ۶/۱۰   |
| فامیتسو               | ۳۳/۴۰  |
| گیم رولیشن            | C      |
| گیم‌اسپات              | ۷٬۳/۱۰ |
| گیم‌اسپای              | [ ۲۱ ] |
| آی‌جی‌ان                | ۷٬۷/۱۰ |
| اوپی‌ام (ایالات متحده) | [ ۲۳ ] |

برج ساعت ۳ «نقدهای متوسطی» را با امتیاز ۶۹ از ۱۰۰ در متاکریتیک بر اساس ۲۸ بررسی دریافت کرد.
داستان بازی به شدت مورد تحسین قرار گرفت. بسیاری از منتقدان به سبک سینمایی فوق‌العادهٔ بازی اشاره کردند که با یک فیلمنامهٔ قوی و میان‌پرده‌های خوب کارگردانی شده‌بود. آلن پاولاچکا از گیم‌اسپای گفت که داستان، قوی‌ترین نکته بازی است. او نوشت: «صحنه‌های فوق‌العاده سینمایی» و «سبک بصری متمایز» بازی نیز به داستان با کیفیت آن کمک کرده‌اند. گرافیک و فضای بازی با استقبال خوبی روبرو شد. جرمی دانهام از آی‌جی‌ان اشاره کرد که برج ساعت ۳ با موفقیت، ظاهر کثیف و کهنهٔ دنیای قاتلان زنجیره‌ای انگلیس را به تصویر می‌کشد… [این] مستقیماً از رمان مری شلی بیرون آمده‌است. کارگردانی کینجی فوکاساکو برای میان پرده‌های بازی به‌طور مثبت مورد توجه قرار گرفت. فیلم‌برداری و ترسناک بودن بازی دو عامل دیگری بود که نظرات متفاوتی را از سوی منتقدان داشت.
در حالی که بخش داستان بازی با استقبال مثبتی روبرو شد، گیم‌پلی بازی مورد انتقاد قرار گرفت. به‌طور دقیق تر، مبارزه با غول‌های آخر و سیستم تکراری تعقیب و گریز گیم‌پلی ضعیف یاد شدند. براد شومیکر از گیم‌اسپات استدلال کرد که بخش‌های سینمایی، پشتیبان گیم‌پلی است. او معتقد بود که گیمرها به احتمال زیاد می‌خواهند بازی را به خاطر خط داستانی‌اش به پایان برسانند تا لذتی که از آن هنگام بازی کردن دریافت می‌کنند. اِی‌اِی وایت از گیم‌رولوشن نوشت که «برج ساعت ۳ در نهایت یکی از آن بازی‌هایی است که صحنه‌های سینمایی آن جذاب‌تر از خودِ گیم‌پلی هستند و از دیدگاه یک گیمر، این اصلاً چیز خوبی نیست». همچنین مدت بازی از نظر منتقدان بسیار کوتاه بود.

## واژگان
1. ↑  Japanese: クロックタワー3 ; English: Clock Tower 3
2. ↑  Subordinate
3. ↑  Rooder
4. ↑  Chopper